# Jack Blackham
Pour les articles homonymes, voir John MacCarthy (homonymie), Mac Carthy et Blackman.
John McCarthy Blackham, dit Jack Blackham, est un joueur de cricket international australien né le 11 mai 1854 à Fitzroy North (en) et mort le 28 décembre 1932 à Melbourne. Évoluant au poste de gardien de guichet, il dispute ses premiers matchs avec l'équipe du Victoria en 1874. En 1877, il participe à ce qui est rétrospectivement considéré comme le premier test-match de l'histoire du cricket, entre une sélection australienne et une équipe anglaise en tournée. Il totalise 35 matchs à ce niveau sur une période de 18 ans, le dernier en 1894, et occupe à diverses reprises le rôle de capitaine. Généralement considéré comme le gardien du monde par ses contemporains, il reprend à son compte des innovations déjà entrevues au cours des décennies précédant sa carrière et modifie ce poste de manière irréversible.

## Biographie
Banquier de profession, Jack Blackham débute en first-class cricket en tant que gardien de guichet avec Victoria en 1874-1875. En 1877, il est sélectionné avec l'équipe d'Australie et participe au premier test de l'histoire du cricket. Sa sélection vaudra au « Demon » Fred Spofforth de refuser de jouer au motif que Blackham avait été préféré à Billy Murdoch, coéquipier de Spofforth dans l'équipe de Nouvelle-Galles du Sud. Durant ce match, Blackham réalise le premier stumping de l'histoire du Test cricket. Son talent lui vaut de conserver le poste de gardien de guichet de l'équipe d'Australie pendant dix-huit ans, jusqu'en 1894. Il joue ainsi 35 des 39 premiers tests, tous contre l'Angleterre : il en joue ainsi 16 en Angleterre et 19 en Australie.
Durant son dernier test, qu'il joue en tant que capitaine, il réussit son meilleur score en tant que batteur, 74, et réussit un partnership de 154 avec Syd Gregory et qui est encore à ce jour le plus élevé réussi en sélection australienne pour le neuvième wicket. Malgré un total de 586 dans le premier innings, l'Australie perdra tout de même ce match.
Blackham, contrairement à la plupart des gardiens de guichet, se tenait juste derrière le wicket même si c'était un fast bowler qui lançait. Il était surnommé le « Prince des gardiens de guichet » par ses contemporains.

## Bilan sportif

### Principales équipes
- Victoria (1874 - 1895)

### Statistiques
- 35 sélections en Test cricket (1877 - 1894)
  - 8 fois capitaine (1885, 1892 - 1894), 3 victoires, 2 draws, 3 défaites
- A disputé le premier test de l'histoire du cricket, du 15 au 19 mars 1877 contre l'Angleterre.
- A réalisé le premier stumping de l'histoire du Test cricket, le 19 mars 1877 au cours du même match.

## Récompenses individuelles
- Un des cinq Wisden Cricketers of the Year de l'année 1891.
- Membre de l'Australian Cricket Hall of Fame depuis 1996.